# París-Bourges
La París-Bourges és una cursa ciclista d'un dia que es disputa a França anualment. La primera edició de la cursa tingué lloc el 1913, sent-ne el vencedor el francès André Narcy. Fins al 1948 estigué reservada a ciclistes amateurs, obrint-se l'any següent als professionals. El 1980 i 1981 la prova es disputà en dues etapes.
Està classificada com una cursa de categoria 1.1. per l'UCI i forma part de la UCI Europa Tour.

## Palmarès
| Any                    | Vencedor                 | Segon                     | Tercer                    |         |
| ---------------------- | ------------------------ | ------------------------- | ------------------------- | ------- |
| 1913                   | René Pichon              | Guillaume Bonnet          | Charles Juseret           |         |
| 1914-1916 No disputada |                          |                           |                           |         |
| 1917                   | Charles Juseret          | Hubert Noel               | Eugène Platteau           |         |
| 1918-1921 No disputada |                          |                           |                           |         |
| 1922                   | Marcel Godard            | Jean Hillarion            | Omer Beaugendre           |         |
| 1923                   | Jean Brunier             | Charles Juseret           | Georges Detreille         |         |
| 1924                   | Marcel Bidot             | Marcel Gobillot           | Paul Lesault              |         |
| 1925                   | Gaston Deschamps         | Hector Denis              | Robert Souderès           |         |
| 1926-1927 No disputada |                          |                           |                           |         |
| 1928                   | Fernand Bruynooghe       | André Sauvage             | René Wetzel               |         |
| 1929                   | Théodore Ladron          | André Dumont              | Léon Le Calvez            |         |
| 1930-1931 No disputada |                          |                           |                           |         |
| 1932                   | Narcisse Mattuizi        | Raymond Prod'homme        | Riccardo Rodighiero       |         |
| 1933                   | Robert Petit             | Albert Carapezzi          | Louis Thiétard            |         |
| 1934-1946 No disputada |                          |                           |                           |         |
| 1947                   | Albert Bourlon           | Georges Barré             | François Person           |         |
| 1948                   | Marcel Dussault          | Maurice Hougron           | Gino Sciardis             |         |
| 1949                   | Marcel Dussault          | Nello Sforacchi           | Jacques Marinelli         |         |
| 1950                   | Amand Audaire            | Galliano Pividori         | Marius Bonnet             |         |
| 1951                   | Jean-Marie Goasmat       | Jacques Marinelli         | Pierre Mancisidor         |         |
| 1952                   | Stanislas Bober          | André Brulé               | Amand Audaire             |         |
| 1953                   | Robert Varnajo           | André Darrigade           | Pierre Molinéris          |         |
| 1954                   | Jean Stablinski          | Norbert Esnault           | Gilbert Loof              |         |
| 1955                   | Jean-Marie Cieleska      | Fernand Picot             | Gilbert Bauvin            |         |
| 1956                   | Joseph Morvan            | Maurice Pèle              | André Dupré               |         |
| 1957                   | Raymond Guégan           | Michel Sallé              | Seamus Elliott            |         |
| 1958-1970 No disputada |                          |                           |                           |         |
| 1971                   | Walter Ricci             | Guy Santy                 | Francis Ducreux           |         |
| 1972                   | Cyrille Guimard          | Jean-Pierre Danguillaume  | José Catieau              |         |
| 1973                   | Roland Berland           | Yves Hézard               | Jean-Pierre Genet         |         |
| 1974                   | Barry Hoban              | Régis Ovion               | Charles Rouxel            |         |
| 1975                   | Jean-Pierre Danguillaume | Bernard Hinault           | Raymond Poulidor          |         |
| 1976                   | Jean-Luc Molinéris       | Raymond Martin            | André Gevers              |         |
| 1977                   | Régis Delépine           | Pierre-Raymond Villemiane | Patrick Perret            |         |
| 1978                   | Régis Ovion              | Joop Zoetemelk            | Patrick Friou             |         |
| 1979                   | Jean-René Bernaudeau     | Régis Ovion               | René Bittinger            |         |
| 1980                   | Yves Hézard              | Gilbert Duclos-Lassalle   | Phil Anderson             |         |
| 1981                   | Francis Castaing         | Didier Vanoverschelde     | Marc Madiot               |         |
| 1982                   | Didier Vanoverschelde    | Jean-François Chaurin     | Pierre-Raymond Villemiane |         |
| 1983                   | Stephen Roche            | Marc Madiot               | Phil Anderson             |         |
| 1984                   | Sean Kelly               | Francis Castaing          | Laurent Biondi            |         |
| 1985                   | Niki Rüttimann           | Gilbert Duclos-Lassalle   | Éric Caritoux             |         |
| 1986                   | Dominique Lecrocq        | Sean Kelly                | Francis Castaing          |         |
| 1987                   | Kim Andersen             | Jean-Marc Manfrin         | Régis Simon               |         |
| 1988                   | Patrice Esnault          | Charly Mottet             | Jean-Claude Colotti       |         |
| 1989 No disputada      |                          |                           |                           |         |
| 1990                   | Laurent Jalabert         | Steffen Wesemann          | Dan Radtke                |         |
| 1991                   | Andrei Txmil             | Marek Kulas               | Tom Desmet                |         |
| 1992                   | Wilfried Nelissen        | Bruno Cornillet           | Peter Van Petegem         |         |
| 1993                   | Bruno Cornillet          | Herman Frison             | Laurent Desbiens          |         |
| 1994                   | Lars Michaelsen          | Peter Meinert Nielsen     | Edwig Van Hooydonck       |         |
| 1995                   | Daniele Nardello         | Lars Michaelsen           | Jean-Pierre Heynderickx   |         |
| 1996                   | Tristan Hoffman          | Pascal Chanteur           | Gérard Rué                |         |
| 1997                   | Laurent Roux             | Peter Van Petegem         | Ludo Dierckxsens          |         |
| 1998                   | Ludo Dierckxsens         | Laurent Brochard          | Maarten den Bakker        |         |
| 1999                   | Daniele Nardello         | Andrei Txmil              | Laurent Brochard          |         |
| 2000                   | Laurent Brochard         | Chris Peers               | Bo Hamburger              |         |
| 2001                   | Florent Brard            | Nico Mattan               | Scott Sunderland          |         |
| 2002                   | Allan Johansen           | Geert Van Bondt           | Charles Guilbert          |         |
| 2003                   | Jens Voigt               | Florent Brard             | Nicolas Fritsch           |         |
| 2004                   | Jérôme Pineau            | Martin Elmiger            | Davide Rebellin           |         |
| 2005                   | Lars Ytting Bak          | Benoît Vaugrenard         | Grégory Rast              |         |
| 2006                   | Thomas Voeckler          | Aliaksandr Vússau         | Stuart O'Grady            |         |
| 2007                   | Romain Feillu            | Aurélien Clerc            | Aliaksandr Vússau         |         |
| 2008                   | Bernhard Eisel           | Cédric Pineau             | Anthony Charteau          |         |
| 2009                   | André Greipel            | Juan José Haedo           | Aliaksandr Vússau         |         |
| 2010                   | Anthony Ravard           | Romain Feillu             | Matti Breschel            |         |
| 2011                   | Mathew Hayman            | Baden Cooke               | Greg Henderson            |         |
| 2012                   | Florian Vachon           | Nacer Bouhanni            | John Degenkolb            |         |
| 2013                   | John Degenkolb           | Arnaud Démare             | Samuel Dumoulin           |         |
| 2014                   | John Degenkolb           | Iauhèn Hutaròvitx         | Giacomo Nizzolo           |         |
| 2015                   | Sam Bennett              | Nacer Bouhanni            | Giacomo Nizzolo           |         |
| 2016                   | Sam Bennett              | Aleksandr Pórsev          | Rudy Barbier              |         |
| 2017                   | Rudy Barbier             | Marc Sarreau              | Jérémy Lecroq             |         |
| 2018                   | Valentin Madouas         | Bryan Coquard             | Christophe Laporte        |         |
| 2019                   | Marc Sarreau             | Tom Van Asbroeck          | Amaury Capiot             |         |
| 2021                   | Jordi Meeus              | Arnaud Démare             | Niccolò Bonifazio         |         |
| 2022                   | Jasper Philipsen         | Arnaud Démare             | Bryan Coquard             |         |
| 2023                   | Arnaud Démare            | Arnaud De Lie             | Jordi Meeus               |         |
| 2024                   | suspesa                  | suspesa                   | suspesa                   | suspesa |
| 2025                   | suspesa                  | suspesa                   | suspesa                   | suspesa |